# Hearts of Iron III
Hearts of Iron III – komputerowa strategiczna gra czasu rzeczywistego osadzona w realiach II wojny światowej, wyprodukowana i wydana na świecie 7 sierpnia 2009 roku przez Paradox Interactive. Jest to trzecia część gier wojennych Hearts of Iron powstałych z serii Europa Universalis.